# Wake-on-LAN
Wake-on-LAN (WOL; в перекладі з англ. — «Пробудження по сигналу з локальної мережі») — технологія, що дозволяє віддалено включити комп'ютер за допомогою відправлення через локальну мережу спеціальної послідовності байтів — пакету даних (так званого 'magic packet' — «магічного пакету»). Цей пакет може бути вставлений в пакети будь-яких стандартних протоколів вищих рівнів, наприклад, UDP або IPX.

## Вимоги до комп'ютера для роботи з Wake-on-LAN
- Комп'ютер з джерелом живлення, що відповідає стандарту ATX 2.01, і материнською платою, яка підтримує Wake-on-LAN;
- Мережева плата (у вигляді плати розширення або вбудована в материнську плату) з підтримкою Wake-on-LAN;
- Якщо використовується зовнішня (НЕ вбудована в материнську плату) мережева плата, і хоча б одна з цих плат не відповідають стандарту PCI 2.2 або більш пізнього, то необхідний також спеціальний трьохпровідний кабель для з'єднання роз'ємів Wake-on-LAN на материнській і мережевій платах.

Крім того, необхідна можливість послати magic packet керованому комп'ютеру. Це можна зробити, наприклад, за допомогою іншого комп'ютера з відповідною програмою.

## Принцип роботи
Керований комп'ютер перебуває в сплячому режимі (англ. sleep mode) або навіть вимкнений (якщо мережева карта це підтримує) і видає живлення на мережевий адаптер. Мережевий адаптер знаходиться в режимі зниженого енергоспоживання, переглядаючи всі пакети, що приходять на його MAC-адресу, і нічого не відповідаючи на них. Якщо одним з пакетів виявиться magic packet, мережевий адаптер видасть сигнал на увімкнення живлення комп'ютера.

### Magic packet
Magic packet — це спеціальна послідовність байтів, яку для нормального проходження локальною мережею можна вкласти в пакети UDP або IPX. Для коректного проходження через маршрутизатор, що забороняє широкосмугові пакети (зокрема у випадку, коли для конкретного комп'ютера признається magic package не з локальної мережі, а наприклад з інтернету), можна послати пакет з якоюсь певною IP-адресою. Однак, зазвичай для Wake-on-LAN пакети протоколів верхнього рівня розсилають широкосмугово (на *.*.*.255, наприклад, 192.165.1.255 для мережі 192.165.1.0/24), так як у мережі втрачається (іноді через деякий час) зв'язка між вимкнутим комп'ютером та IP-адресою, незалежно від того, чи присвоєна вона динамічно чи фіксовано, і тоді магічний пакет не буде отриманий.
На початку пакета йде так званий ланцюжок синхронізації: 6 байт, рівних 0xFF. Потім — MAC-адреса мережевої плати повторена 16 разів. Загальна довжина пакету — 102 байти.
Зазвичай, magic package являє собою UDP датаграму з портом призначення 7 або 9, або може бути переданий безпосередньо як EtherType 0x0842.